# Buzice

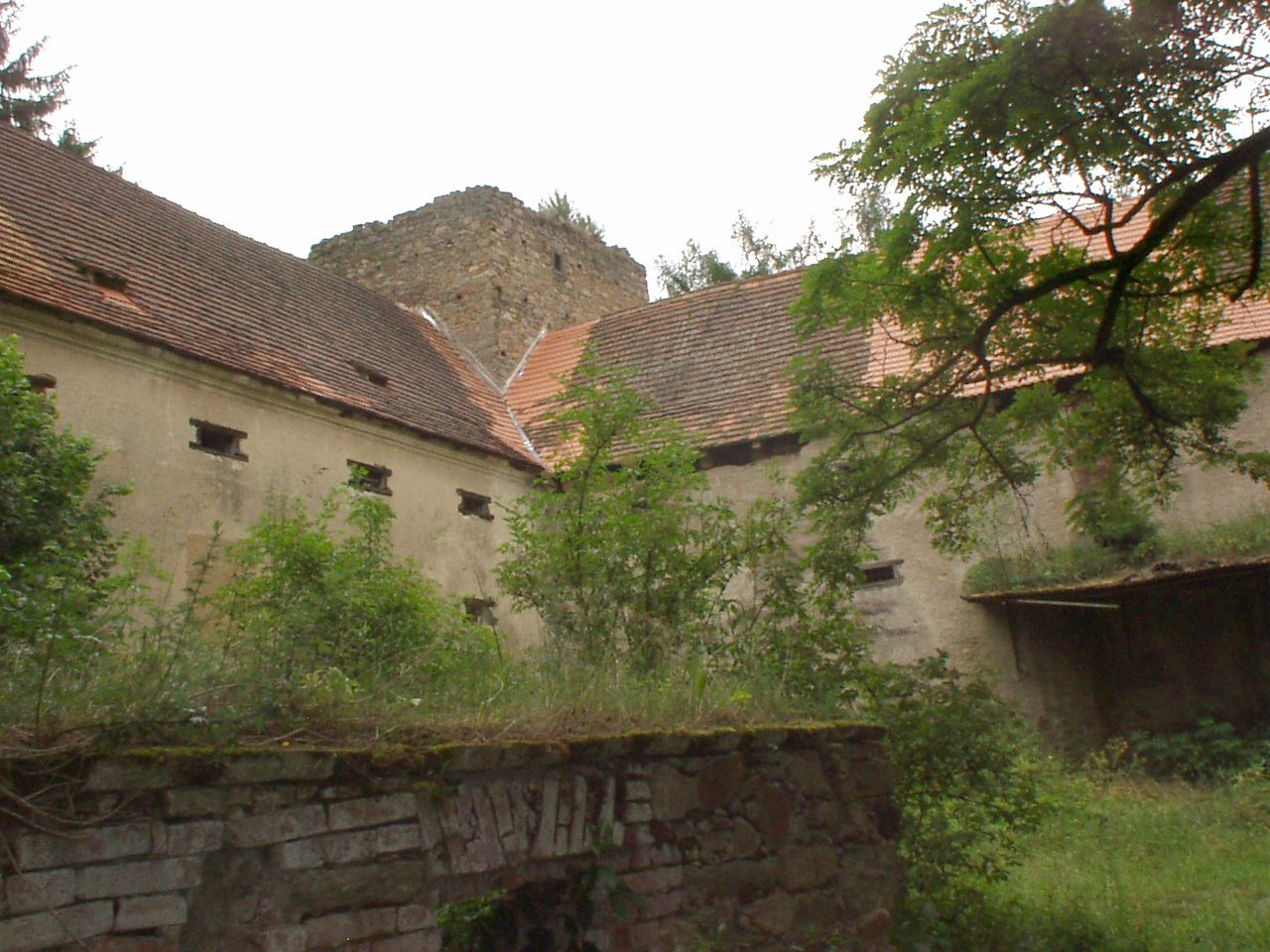
Innenhof der Feste Buzice

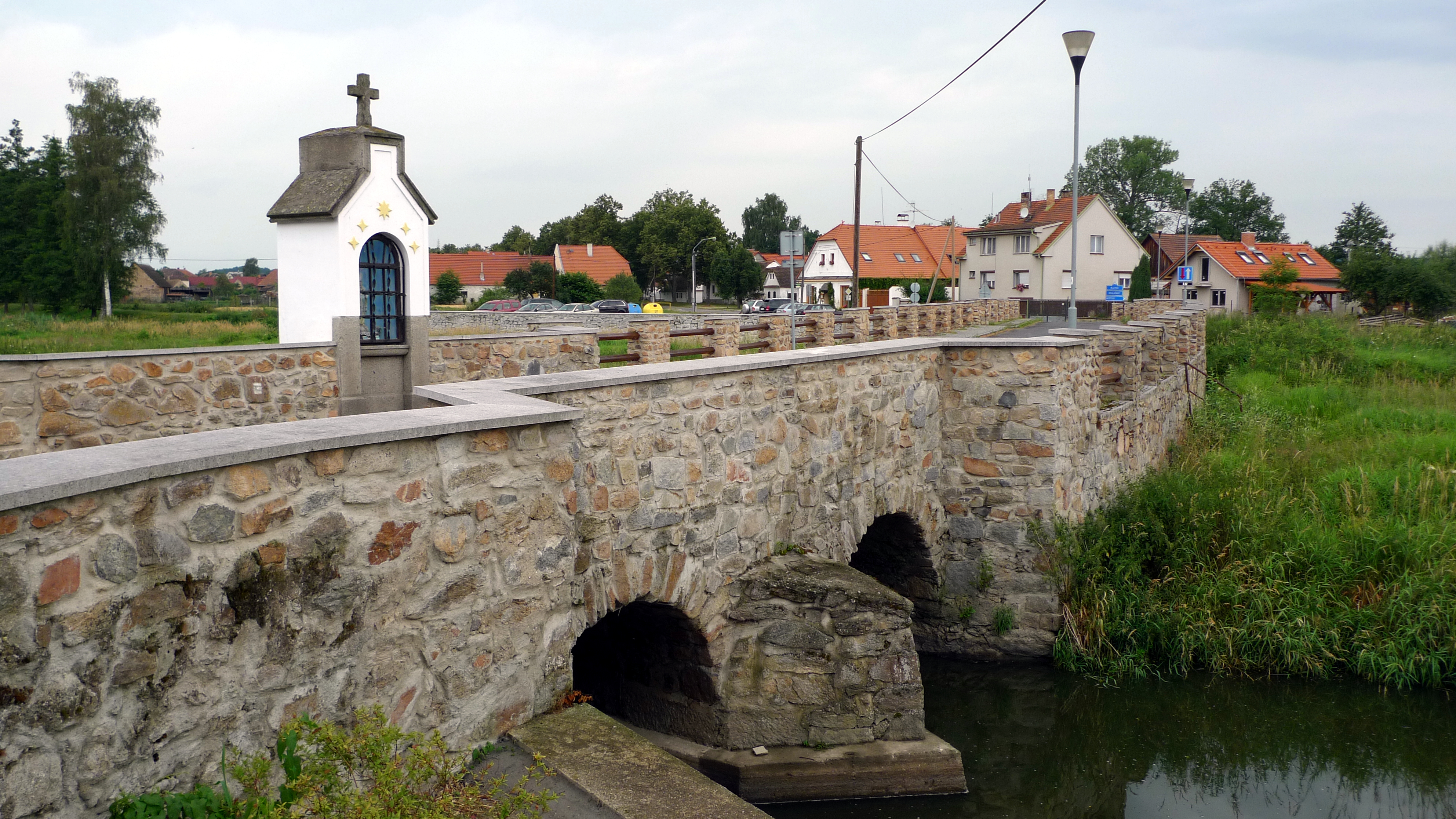
Steinbrücke über die Lomnice

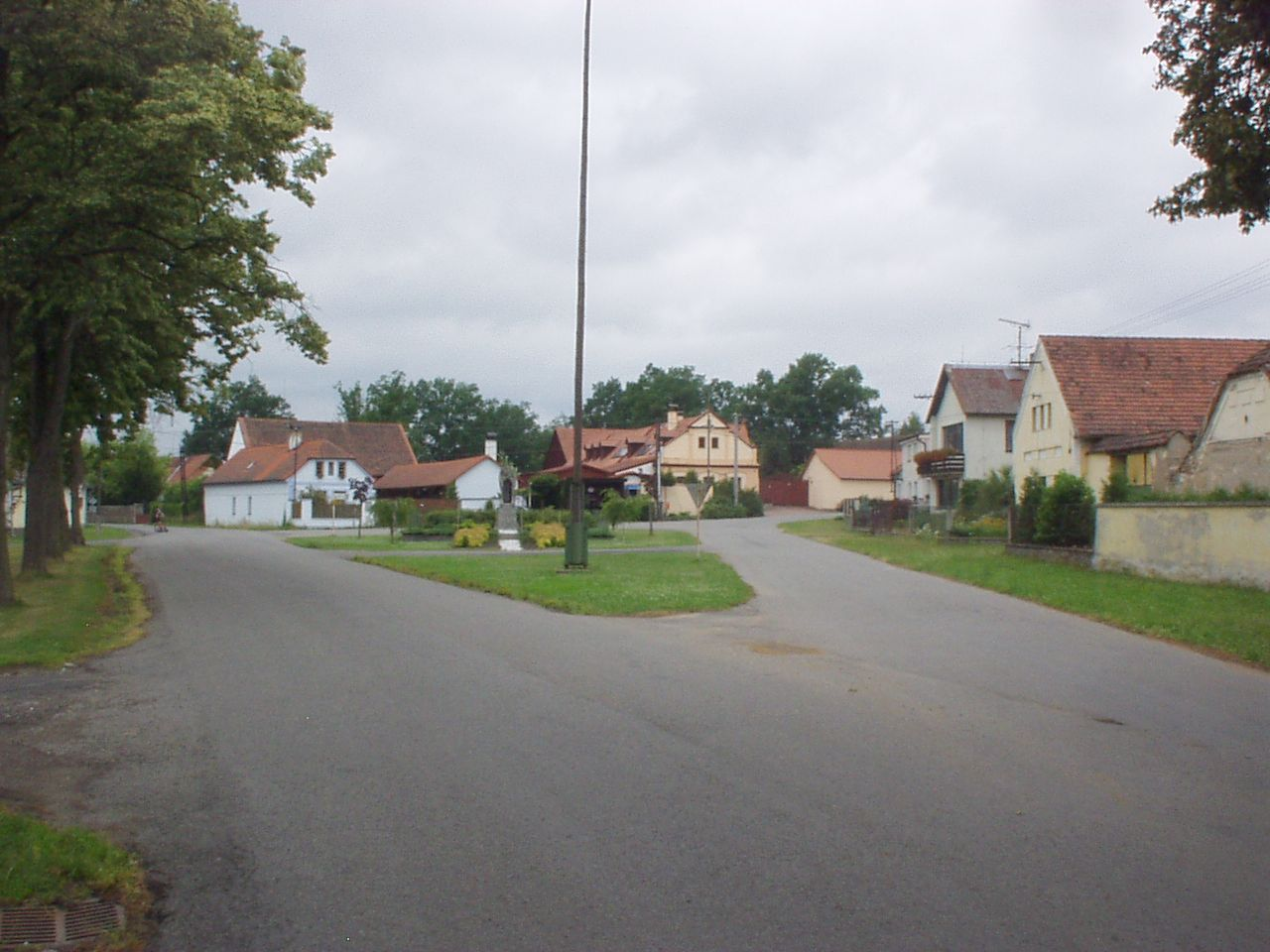
Dorfplatz in Buzice

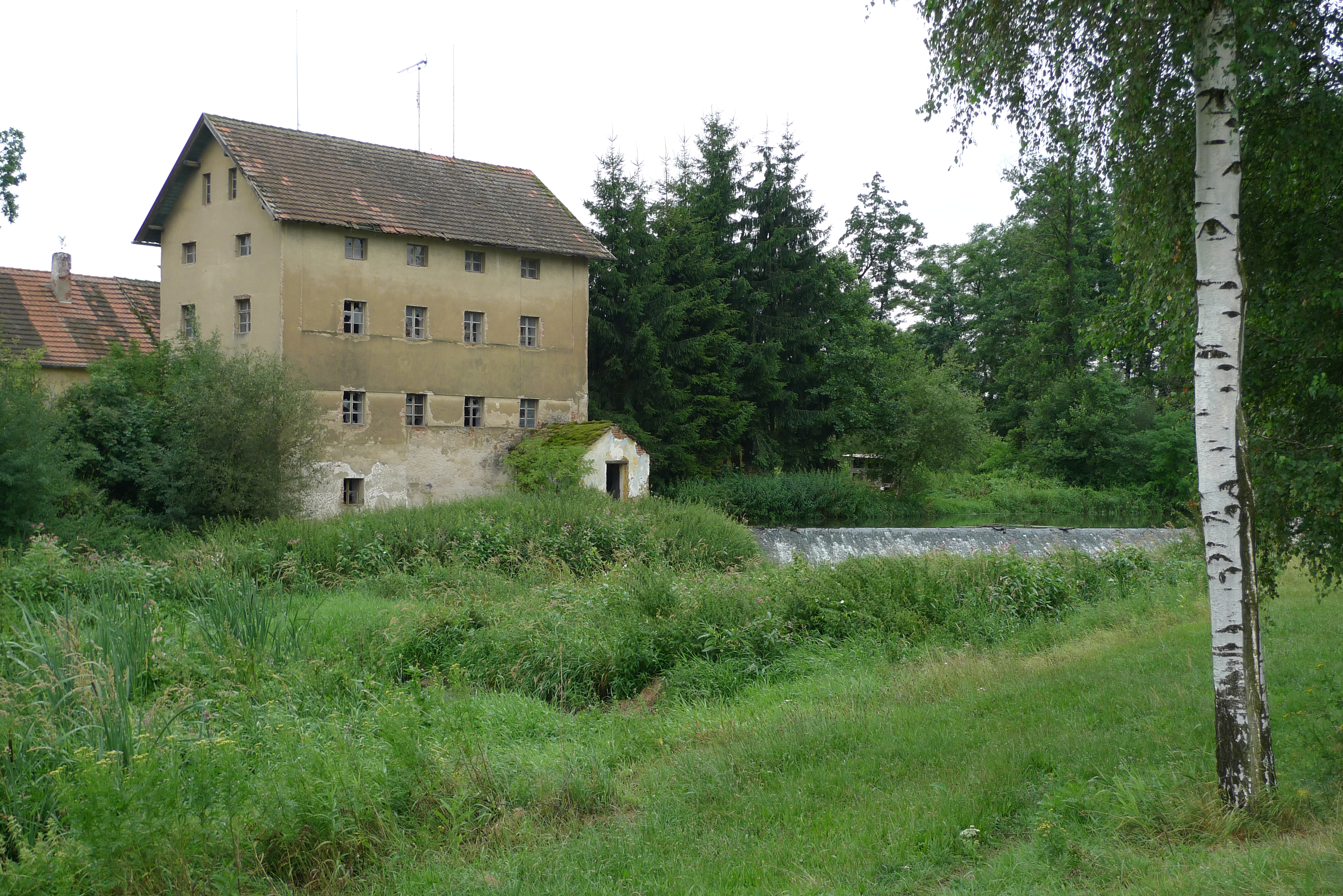
Mühle in Buzice

Buzice [ˈbʊsɪt͡sɛ] (deutsch Busitz) ist eine Gemeinde in Tschechien. Sie liegt vier Kilometer östlich von Blatná in Südböhmen und gehört zum Okres Strakonice.

## Geographie

### Geographische Lage
Buzice befindet sich im Hügelland Blatenská pahorkatina. Das Dorf liegt am linken Ufer der Lomnice an der Einmündung der Bäche Mračovský potok, Paštický potok und Škvořetický potok. Gegen Norden liegen die Teiche Krejčí und Vilímec, im Süden der Velký drážský rybník und südwestlich der Buzičký rybník. Im Norden erhebt sich der Na Remízku (460 m), nordöstlich der Na Vrších (463 m), im Osten der Buzíček (498 m), südöstlich die Boudovka (512 m) und der Pahorek (531 m), im Süden der Křesovec (496 m) und die Matčí hora (486 m) sowie nordwestlich der Nový háj (472 m). Von Blatná führt ein vier Kilometer langer Abschnitt der Staatsstraße II/121 nach Buzice; ein Anschluss an den weiteren Verlauf der II/121 bei Mirotice ist noch nicht hergestellt.

### Gemeindegliederung
Die Gemeinde Buzice besteht aus den Ortsteilen Buzice (Busitz) und Václavov (Wenzelsdorf), der Ansiedlung Buzičky (Zbusitz) sowie den Einschichten Bažantnice, Buzičký Dvůr (Neuhof), Čermák, Hrad und Zbuzy.

### Nachbarorte
Nachbarorte sind Skaličany, Újezd u Skaličan und Vahlovice im Norden, Dvořetice, Laciná, Václavov und Čermák im Nordosten, Buzičky, Zbuzy, Míreč, Stráž, Strážovice und Neradov im Osten, Lom, Jarotice, Chlum und Pohodnice im Südosten, Škvořetice, Pacelice, Bažantnice und Němčice im Süden, Hněvkov, Mačkov, Lapač, Jízdárna und Hříbárna im Südwesten, Buzičký Dvůr, Sídliště Nad Lomnici, Blatná und Sídliště 2 im Westen sowie Bezdědovice und Paštiky im Nordwesten.

## Geschichte
Die erste schriftliche Erwähnung von Buzice erfolgte 1384 als Sitz des Předota von Buzice. Das weitverzweigte Vladikengeschlecht Buzický von Buzice erwarb im Laufe der Zeit noch verschiedene verstreute Güter in der Region. Im Jahre 1498 erwarb Zdeniek Lev von Rosental das Gut Buzice von Bušek d. J. von Buzice und schlug es seiner Herrschaft Blatná zu. Die Feste wurde 1527 als wüst bezeichnet. Zum Ende des 16. Jahrhunderts ließ der Besitzer der Herrschaft Blatná, Wenzel Rozdrazowsky von Rozdrazow die Feste zum Speicher umbauen. Nachdem Franz Ignaz Rozdrazowsky von Rozdrazow 1691 kinderlos verstorben war, erbten die Grafen Kolowrat-Krakowsky die Herrschaft. Im Jahre 1709 erwarb Josef Graf Serényi von Kis-Serény die Herrschaft Blatná. 1798 wurden die Freiherren Hildprandt von und zu Ottenhausen Besitzer der Herrschaft.
Im Jahr 1837 bestand Busitz aus 62 Häusern mit 443 Einwohnern. Im Ort gab es ein Wirtshaus und eine Mühle. Abseits lagen die Einschichten Zbusitz oder Buziček (Buzičky), der Meierhof Neuhof (Buzičký Dvůr) mit einer Schäferei sowie das zum Schüttboden umgebaute alte Schloss Hrad oder Zbuzy (Feste Buzice) mit einem Hegerhaus (Bažantnice). Pfarrort war Blatna. Bis zur Mitte des 19. Jahrhunderts blieb Busitz immer der Herrschaft Blatná untertänig.
Nach der Aufhebung der Patrimonialherrschaften bildete Buzice / Busitz ab 1850 mit den Ortsteilen Zbuzy und Václavov eine Gemeinde in der Bezirkshauptmannschaft und dem Gerichtsbezirk Blatná. Im Zuge der Aufhebung des Okres Blatná wurde die Gemeinde 1960 dem Okres Strakonice zugeordnet. Am 1. Jänner 1974 erfolgte die Eingemeindung nach Blatná. Buzice und Václavov lösten sich am 1. Jänner 1993 wieder von Blatná los und bildeten die Gemeinde Buzice.

## Gemeindegliederung
Die Gemeinde Buzice besteht aus den Ortsteilen Buzice (Busitz) und Václavov (Wenzelsdorf), der Ansiedlung Buzičky (Zbusitz) sowie den Einschichten Bažantnice, Buzičký Dvůr (Neuhof), Čermák, Hrad und Zbuzy.

## Kultur und Sehenswürdigkeiten
- Feste Buzice, südwestlich von Buzice
- Steinerne Brücke über die Lomnice bei Buzice. Auf der Brücke befindet sich eine kleine Kapelle
- Kapelle am Dorfplatz von Buzice
- Gedenkstein für die Gefallenen des Ersten Weltkrieges in Buzice
- Kapelle in Václavov